# ペトリアーノ
ペトリアーノ（伊: Petriano）は、イタリア共和国マルケ州ペーザロ・エ・ウルビーノ県にある、人口約2,800人の基礎自治体（コムーネ）。

## 地理

### 位置・広がり
ペーザロ・エ・ウルビーノ県のコムーネ。ウルビーノから北東へ10km、ペーザロから南西へ21kmの距離にある。

#### 隣接コムーネ
隣接するコムーネは以下の通り。
- モンテフェルチーノ
- ウルビーノ
- ヴァッレフォリア

### 気候分類・地震分類
ペトリアーノにおけるイタリアの気候分類 (it) および度日は、zona E, 2336 GGである。
また、イタリアの地震リスク階級 (it) では、zona 2 (sismicità media) に分類される。

## 行政

### 分離集落
ペトリアーノには、以下の分離集落（フラツィオーネ）がある。
- Gallo, Riceci, Santa Maria in Calafria, Valzangona